# Mariano González (vicepresidente)
Mariano José González Fernández (Asunción,  23 de marzo de 1808-Cerro Corá, febrero de 1870) fue el segundo vicepresidente del Paraguay. Desempeñó tales funciones en dos ocasiones, la primera  en 1858 y la última en 1859. Ocupó el primer cargo durante el gobierno de Carlos Antonio López, en ausencia del presidente quien realizó una gira de casi un año, por todo el interior del país. Eventualmente, González quedó elegido por el Juez Superior de Apelaciones como Vicepresidente de la República al mando del Poder Ejecutivo.

## Carrera política
El 20 de noviembre de 1855 se convirtió en el nuevo ministro de Hacienda en el gabinete del presidente López, manteniéndose en el cargo durante todo este gobierno y el gobierno del hijo de este, el mariscal Francisco Solano López. 

### Vicepresidencia

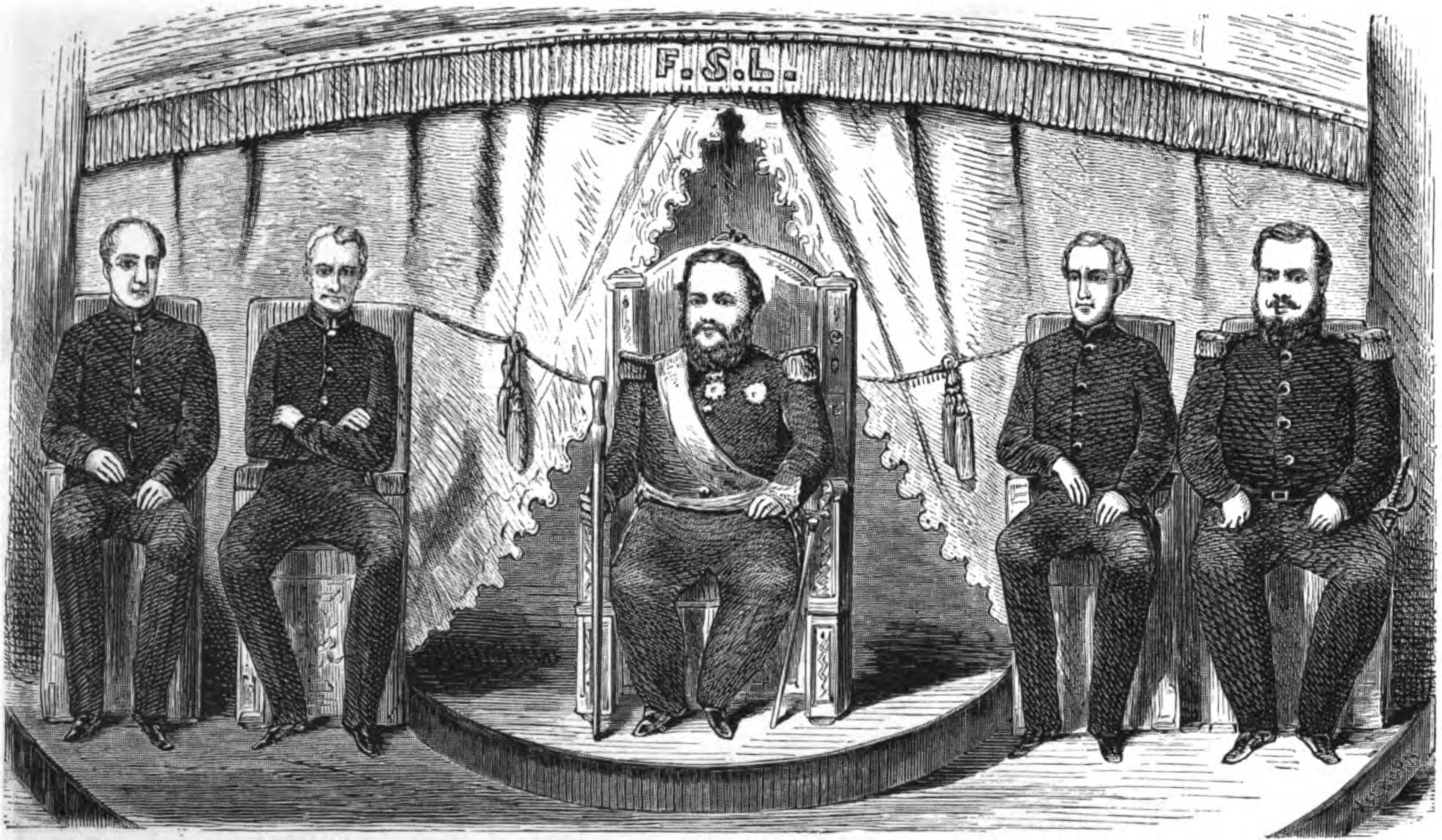
El trono: López y su gabinete (desde la izquierda a la derecha: González, Domingo Francisco Sánchez, Francisco Solano López, José Bergés y Venancio López).

El 14 de diciembre de 1858 el mismo presidente López acuerda y decreta que el ministro asuma como vicepresidente interino delegado al poder ejecutivo de la República ya que decide visitar personalmente al Ejército Paraguayo su gobierno fue fugaz ejerció con tal título por solo una semana, cesa el poder el 23 del mismo mes. 
Nuevamente, el 19 de mayo de 1859, Carlos Antonio López piensa tomarse un tiempo y retirarse al campo para consultar las dolencias de su estado de salud, decreta ése día al ministro como vicepresidente accidental delegado al cargo del poder ejecutivo. Pero las dificultosas cuestiones externas, obligaron a Carlos Antonio a retomar el poder, cesando el mando Mariano González del título de vicepresidente el 12 de septiembre del mismo año que asumió. Acompañó al mariscal y presidente, durante toda la guerra de la Triple Alianza, con la invasión y posterior ocupación de Asunción por las tropas aliadas José Díaz de Bedoya, miembro del triunvirato establecido el 15 de agosto de 1869 con un gobierno de facto suplanta el cargo de ministro de hacienda ocupado por Mariano González así también como la de los demás ministros, falleciendo en febrero de 1870, en Cerro Corá, semanas antes del fin de la contienda en aquella misma región.
- Datos: Q5390287
- Multimedia: Mariano González (vicepresidente) / Q5390287